# José Alonso Lara
José Alonso Lara (Sevilla, España, 7 de marzo de 2000) es un futbolista español que juega como centrocampista en el Club Deportivo Alcoyano de la Primera RFEF.

## Trayectoria
El futbolista formado en la cantera del Sevilla F. C. firmó su primer contrato profesional a finales del 2016 alternando el equipo juvenil con el  Sevilla Atlético Club con el que debutó con 17 años en un partido contra el C. D. Lugo.
La temporada 2017-18 siguió alternando los juveniles con el 2.º equipo del Sevilla F. C.. En la última jornada de la Primera División de España debuta con el primer equipo saliendo desde el banquillo en un partido contra el Alavés.
La siguiente temporada sufre una lesión de larga duración que lo mantiene alejado del equipo.
En la temporada 2019-20 es suplente en el primer equipo para varios partidos de la UEFA Europa League, que consiguió el equipo hispalense.
El 11 de septiembre de 2020, firma por el Real Club Deportivo de La Coruña de la Segunda División B de España, como cedido por el Sevilla FC
Al inicio de la Temporada 2021/22 se desvincula del club hispalense para firmar un contrato hasta 2023 con el Betis Deportivo Balompié.

## Estadísticas
Actualizado a último partido jugado el 22 de enero de 2023
| Club                           | Temporada     | Liga  | Liga  | Liga   | Copa Nacional | Copa Nacional | Copa Nacional | Internacional(1) | Internacional(1) | Internacional(1) | Total | Total | Total  |
| Club                           | Temporada     | Part. | Goles | Asist. | Part.         | Goles         | Asist.        | Part.            | Goles            | Asist.           | Part. | Goles | Asist. |
| ------------------------------ | ------------- | ----- | ----- | ------ | ------------- | ------------- | ------------- | ---------------- | ---------------- | ---------------- | ----- | ----- | ------ |
| Sevilla Atlético Club · España | 2017-18       | 22    | 2     | 2      | -             | -             | -             | 7                | 0                | 2                | 29    | 2     | 4      |
| Sevilla Atlético Club · España | 2018-19       | 8     | 1     | 1      | -             | -             | -             | 0                | 0                | 0                | 8     | 1     | 1      |
| Sevilla Atlético Club · España | 2019-20       | 19    | 3     | 4      | -             | -             | -             | 0                | 0                | 0                | 19    | 3     | 4      |
| Sevilla Atlético Club · España | Total         | 49    | 6     | 7      | -             | -             | -             | 7                | 0                | 2                | 56    | 6     | 9      |
| Sevilla F. C. · España         | 2017-18       | 1     | 0     | 0      | 0             | 0             | 0             | 0                | 0                | 0                | 1     | 0     | 0      |
| Sevilla F. C. · España         | Total         | 1     | 0     | 0      | -             | -             | -             | -                | -                | -                | 1     | 0     | 0      |
| Deportivo · España             |               |       |       |        |               |               |               |                  |                  |                  |       |       |        |
| 2020-21                        | 22            | 2     | 0     | 2      | 0             | 1             | -             | -                | -                | 24               | 2     | 1     |        |
| Total                          | 22            | 2     | 0     | 2      | 0             | 1             | -             | -                | -                | 24               | 2     | 1     |        |
| Betis Deportivo · España       |               |       |       |        |               |               |               |                  |                  |                  |       |       |        |
| 2021-22                        | 35            | 2     | 0     | -      | -             | -             | -             | -                | -                | 35               | 2     | 0     |        |
| 2022-23                        | 15            | 0     | 0     | -      | -             | -             | -             | -                | -                | 15               | 0     | 0     |        |
| Total                          | 50            | 2     | 0     | -      | -             | -             | -             | -                | -                | 50               | 2     | 0     |        |
| Total carrera                  | Total carrera | 122   | 10    | 7      | 2             | 0             | 1             | 7                | 0                | 2                | 131   | 10    | 10     |

(1) Incluye datos de Liga Juvenil de la UEFA (2016/17 y 2017/18)

## Palmarés

### Títulos internacionales
| Título                               | Club                       | Sede     | Año  |
| ------------------------------------ | -------------------------- | -------- | ---- |
| Campeonato Europeo Sub-17 de la UEFA | Selección sub-17 de España | Croacia  | 2017 |
| Juegos Mediterráneos                 | Selección sub-18 de España | España   | 2018 |
| Liga Europa de la UEFA               | Sevilla F. C.              | Alemania | 2020 |